# Mower County
Mower County er et county i den amerikanske delstat Minnesota. Amtet ligger i den sydøstlige del af delstaten og grænser op til Dodge County i nord, Olmsted County i nordøst, Fillmore County i øst og mod Freeborn County i vest. Det har også grænser op til delstaten Iowa i syd.
Mower totale areal er 1 843 km² hvorav 1 km² er vand. I 2000 havde amtet 38.603 indbyggere. Amtets administrative centrum ligger i byen Austin som også er amtets største by. 
Amtet har fået sit navn efter politikeren John Edward Mower.
43°40′N 92°45′V / 43.67°N 92.75°V